# Пророксан
Пророксан (Пирроксан, Pyrroxanum, Prorxan hydrochloride) — лекарственное средство, преимущественно центральный α-адреноблокатор.

## История
Препарат изобретен в СССР и использовался в советской фармакологии, при этом был малоизвестен на Западе. В 1990-е годы производство препарата было прекращено и вновь возобновлено в 2016 году.

## Физические свойства
Белый или белый со слегка желтоватым оттенком кристаллический порошок, трудно растворим в воде и спирте.

## Фармакология
Альфа-адреноблокатор, действующий как на периферические, так и на центральные адренорецепторы. Снижает тонус гладкой мускулатуры артерий, уменьшает общее периферическое сосудистое сопротивление и системное артериальное давление.

## Применение
Применяют для лечения и профилактики различных заболеваний, в основе которых лежит патологическое повышение симпатического тонуса, в том числе при диэнцефальных и гипертонических кризах и других проявлениях диэнцефальной патологии симпатико-адреналового типа. При гиперсимпатикотонии препарат уменьшает психическое напряжение, тревогу, у больных с аллергическими дерматозами уменьшает зуд.
Также применяют как профилактическое средство при перевозбуждении вестибулярного аппарата (при морской и воздушной болезни и синдроме Меньера); эффект, однако, более выражен при сочетании с холинолитиками и противогистаминными препаратами. Назначают также для ослабления явлений морфинной и алкогольной абстиненции.
Препарат вводится внутрь, подкожно и внутримыщечно.

## Противопоказания
- Тяжёлые формы атеросклероза
- Ишемическая болезнь сердца с приступами стенокардии
- Нарушения мозгового кровообращения
- Выраженная сердечная недостаточность